# 이완식 (1961년)
이완식(李完植, 1961년 9월 8일 ~ )은 대한민국의 제12대 충청남도의원이다.

## 학력
- 기지국민학교 32회 졸업
- 송악중학교 23회 졸업
- 호서고등학교 7회 졸업
- 포항대학교 토목도시공학과 토목공학사 졸업

## 경력
- 토목특급 기술자
- 요양보호사 1급
- 국회 입법활동지원 5급 비서관
- ㈜삼천리 M&C 근무
- 송악산업단지내 성호STS㈜ 근무
- 윤석열 국민캠프 충청남도 선거대책위원회 부위원장
- 제20대 대통령 선거 국민의힘 중앙선거대책본부 네트워크본부 건설특보
- ㈜건보건설기술단 부사장
- 국민의힘 당진시 당원협의회 부위원장
- 국민의힘 충청남도당 부위원장
- 2022.07 ~ 2024.11 제12대 충청남도의회 의원
- 2022.07 ~ 2024.07 제12대 충청남도의회 전반기 의회운영위원회 위원
- 2022.07 ~ 2024.07 제12대 충청남도의회 전반기 건설소방위원회 부위원장
- 2022.07 ~ 2024.07 제12대 충청남도의회 전반기 예산결산특별위원회 위원
- 2022.07 ~ 2024.07 제12대 충청남도의회 윤리특별위원회 위원
- 2023.02 ~ 2023.02 제12대 충청남도의회 충청남도교통연수원장 후보자 인사청문특별위원회 위원
- 2024.07 ~ 2024.11 제12대 충청남도의회 후반기 건설소방위원회 위원

## 선거법 위반
- 2024년 11월 7일 '공직선거법 위반' 이완식 충남도의원, 의원직 상실

## 역대 선거 결과
| 실시년도 | 선거      | 대수 | 직책   | 선거구                | 정당     | 득표수  | 득표율          | 순위 | 당락 | 비고           |
| -------- | --------- | ---- | ------ | --------------------- | -------- | ------- | --------------- | ---- | ---- | -------------- |
| 2022년   | 지방 선거 | 12대 | 도의원 | 충남 당진시 제2선거구 | 국민의힘 | 9,766표 | \| \| 49.89% \| | 1위  |      | 초선, 민선 8기 |
|          | 49.89%    |      |        |                       |          |         |                 |      |      |                |